# Svanemøllen

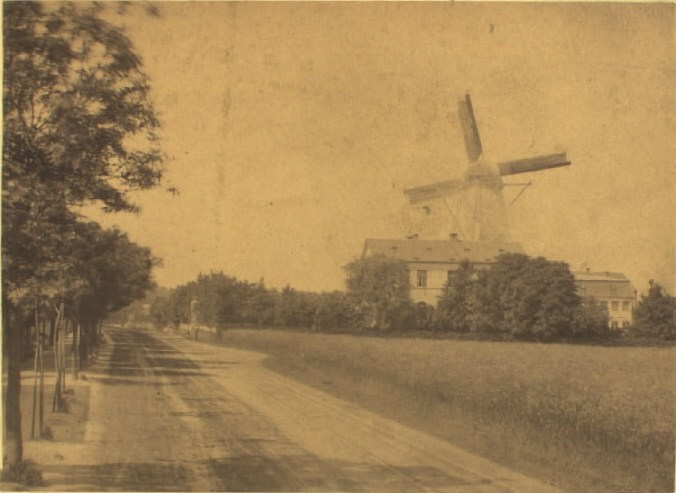
Svanemøllen

Svanemøllen är namnet på S-tågstation och ett urbant kvarter på Ydre Østerbro i den nordöstliga delen av Köpenhamns kommun, där Kystbanen och S-banen passerar under Strandvejen.
I dag används namnet som synonymt med kvarteret, men ursprungligen låg här en väderkvarn, som senare kompletterades med ångkraft. Dess översta del förstördes i en brand 1892, medan underdelen, ett värdshus, som hade besökts av Wehrmachttrupper, saboterades 1944.
Här ligger också en avloppspumpstation, vars ventilationstorn är utformat som en minaret (1906 av Hans Wright). På en stor yta, som bebyggdes 1911–1918, finns ett villakvarter, depå- och rangerområden samt Svanemølleværket. Nedanför ligger Danmarks största marina. I juni 2010 invigdes Svanemøllestranden som är en konstgjord strand designad av landskapsarkitekterna Thing & Wainø, White arkitekter och Ramböll ingenjörer.
I området omkring Svanemøllen ligger också Komponistkvarteret. Svanemøllen har också gett namn till Svanemøllevej, Svanemøllebroen, Svanemøllehallen och Svanemøllens Kaserne.